# Kosten der deutschen Einheit
Die Kosten der deutschen Einheit setzen sich aus der Übernahme von DDR-Verbindlichkeiten, Transferleistungen für die neuen Bundesländer und weiteren einigungsbedingten Sonderausgaben zusammen.
Für die Gesamtkosten (Stand 2014) der deutschen Einheit einschließlich des Sozialtransfers liegen die Schätzungen zwischen 1,3 und 2,0 Billionen Euro, jährlich um etwa 100 Milliarden Euro steigend. Ein großer Teil davon sind Sozialleistungen, die über Transfers in der Renten- und Arbeitslosenversicherung finanziert werden. Die reinen Aufbauhilfen aus spezifischen Programmen zur Verbesserung der Infrastruktur und zur Förderung von Unternehmen im Bereich der neuen Länder, der Aufbau Ost, summieren sich auf zwischen 250 und 300 Milliarden Euro.

## Historische Perspektive
Die Frage der Kosten der Einheit spielte in der politischen Diskussion der Jahre 1989 und 1990 nur eine untergeordnete Rolle, weil der ideelle Wert der Wiedervereinigung ungleich wichtiger eingeschätzt wurde.
„Jedes Projekt von historischer Dimension, wie es die deutsche Einheit zweifellos darstellt, hat auch eine pekuniäre Seite.“
Allerdings wurden die Kosten auch deutlich unterschätzt. Im Jahr 1990 ging die Bundesregierung davon aus, dass zur Finanzierung der Einheit keine Steuererhöhungen nötig sein würden. Hingegen schätzte Matthias Wissmann, damals wirtschaftspolitischer Sprecher der CDU/CSU-Fraktion im Deutschen Bundestag, im Februar 1990 die Kosten auf 455 Milliarden Euro.
Mit Blick auf die Geschichte bleibt allerdings auch zu fragen, welche Alternativen bestanden hätten, so insbesondere bei der Ausgestaltung der Währungsunion und der Privatisierung der DDR-Betriebe. Karl-Heinz Paqué schreibt dazu in einem Beitrag für die Bundeszentrale für politische Bildung: „Der Aufbau Ost war unvermeidlich, und zwar im Wesentlichen genau so, wie er geschah: mit sofortiger Währungsunion, mit zügiger Privatisierung, mit massiver Wirtschaftsförderung. Realistische Alternativen gab es nicht, und zwar wegen der hohen Mobilität der Arbeitskräfte als Frucht und Preis der Freiheit. Die Deutschen haben den richtigen Weg gewählt. Sie können darauf stolz sein.“ Die Einschätzung, dass es zu dem zeitlichen, politischen und vor allem wirtschaftlichen Rahmen keine zweite historisch, moralisch und politisch legitime Möglichkeit gab, wurde und wird von den verschiedenen Politikern geteilt.

## Regelmäßige Transferzahlungen

### Begriffsbestimmung
Ragnitz definiert die folgenden Kategorien zur Beurteilung der Transferleistungen:
- Bruttotransfer

Alle Ausgaben des Bundes, der alten Bundesländer und der Sozialversicherungen im Gebiet der neuen Länder. Dies beinhaltet auch Rentenzahlungen, Arbeitslosengeld und Ausgaben für Beamte und Angestellte des Bundes in den neuen Ländern.
- Nettotransfer

Der Nettotransfer berechnet sich aus dem Bruttotransfer, wobei Einnahmen des Bundes und der Sozialversicherungen aus den neuen Ländern abgezogen werden.
- Aufbauhilfen

Zuweisungen zur Verbesserung der Infrastruktur bzw. zur Förderung von Unternehmen im Bereich der neuen Länder
- Sonderleistungen

Aufbauhilfen aus Programmen, die spezifisch für die neuen Bundesländer entwickelt wurden
Nach Ragnitz richtet sich die Wahl der Kategorie nach der Fragestellung:
- Nettotransfer: Frage nach der Abhängigkeit der ostdeutschen Wirtschaft von einem Transfer (Kaufkraft minus Wirtschaftsleistung)
- Aufbauhilfen: Frage nach der Stärkung der Wirtschaftskraft der ostdeutschen Länder
- Sonderleistungen: Frage nach der besonderen Belastung des westdeutschen Steuerzahlers

Die Bruttotransfersumme wird oftmals in der Presse erwähnt.

### Nettotransfer
Die Nettotransferkosten betrugen nach Angaben des IWH von 1990 bis 2003 ca. 950 Milliarden Euro. Seit 2003 kann mit 75 Milliarden Euro pro Jahr gerechnet werden. Bis Ende 2009 wären entsprechend Kosten von 1,4 Billionen Euro aufgelaufen. Zu beachten ist allerdings, dass entsprechende Transfers auch für strukturschwache Gebiete in den alten Bundesländern üblich sind.

### Aufbauhilfen
Die Aufbauhilfen für die neuen Bundesländer (Aufbau Ost) betrugen von 1990 bis 2003 insgesamt etwa 250 Mrd. Euro.

### Sonderleistungen
Aufbauhilfen aus Programmen, die spezifisch für die neuen Bundesländer waren, betrugen von 1990 bis 2003 ca. 15 Mrd. Euro pro Jahr.

## Einmalige Sonderkosten

### Währungsunion
Wie hoch das reale Wertverhältnis zwischen D-Mark und Mark der DDR war, lässt sich angesichts der Systemdifferenz nicht feststellen. Auf dem freien Markt schwankte der Wechselkurs stark – zwischen 1:9,17 im Oktober 1989 und 1:2,86 im Juni 1990. Berücksichtigt man dagegen die Kaufkraft der beiden Währungen, die sich anhand von Warenkörben ermitteln lässt, kommt man auf einen Kurs von ca. 1:1. In den 1980er Jahren war die Arbeitsproduktivität in der Bundesrepublik etwa fünf- bis sechsmal höher als in der DDR.
Der Umtauschkurs im Rahmen der Währungsunion von 1,8:1 zwischen Mark der DDR und Deutsche Mark für Guthaben und 2:1 für Schulden sowie von 1:1 für Löhne, Gehälter, Stipendien, Renten, Mieten und Pachten folgte politischen und weniger wirtschaftlichen Überlegungen.
Die asymmetrischen Umstellungen der Aktiva und Passiva in den Bilanzen von Banken und Außenhandelsbetrieben der DDR führten zu ungedeckten Forderungen von 64,5 Milliarden DM, welche im Ausgleichsfonds Währungsumstellung gesammelt wurden. Die Währungsumstellung und die durch die Währungsunion ausgelöste Inflation haben erheblich zur Finanzierung der Kosten der deutschen Einheit beigetragen.

### Kosten des Abzuges der sowjetischen bzw. russischen Streitkräfte
Die Kosten für den Abzug der Westgruppe der Truppen aus der ehemaligen DDR betrugen 12,5 Mrd. DM.
Diese gliederten sich in:
- Wohnungsbauprogramm (44 Städte in Russland, Belarus und der Ukraine) 7,8 Milliarden DM
- Unterhalt für Aufenthalt und Abzug: 3 Milliarden DM
- Transportkosten: 1 Milliarde DM
- Umschulungsmaßnahmen: 0,2 Milliarden DM
- Bonus für den vorzeitigen Abzug (1994 statt wie geplant 1997): 0,5 Milliarden DM

### Treuhandanstalt
Bei der Gründung der Treuhandanstalt 1990 war man irrtümlich davon ausgegangen, dass der Verkaufserlös der Unternehmen die Kosten übersteigt. Der Wert der 14.000 volkseigenen Unternehmen wurde 1989/1990 von der Modrow-Regierung auf 1,2 Billionen DM geschätzt und im September 1990 kalkulierte die Treuhandanstalt die erzielbaren Veräußerungserlöse auf 600 Milliarden DM. Das Milliardenvermögen ergab sich aus einer Umrechnung einer zweifelhaften Schätzung aus Modrow-Zeiten über das Betriebsvermögen der Treuhand: 750 Milliarden Ost-Mark, umgerechnet zum Kurs 1:3 ergaben 250 Milliarden D-Mark. Der Rest seien die Grundstücke. Die Eröffnungsbilanz zum 1. Juli 1990 aus dem Jahr 1992 prognostizierte ein Defizit von 210 Milliarden DM. Bei der Auflösung der Treuhand am 31. Dezember 1994 ergab sich ein Defizit von über 200 Mrd. DM, die den Kosten der Deutschen Einheit zuzurechnen sind.

### Kreditabwicklungs- und Erblastentilgungsfonds
Im Kreditabwicklungsfonds wurden die Staats- und Auslandsschulden der DDR zusammengefasst; er existierte vom 1. Januar 1991 bis zum 31. Dezember 1993 und ging im Erblastentilgungsfonds auf. Ende 1990 umfassten diese 25,5 Milliarden DM. 1992 wurde der Ausgleichsfonds Währungsumstellung integriert, so dass die Schulden auf 91,7 Milliarden DM anstiegen. Die ursprüngliche Summe des Erblastentilgungsfonds wurde vor allem durch die UMTS-Erlöse getilgt, der Fonds als solcher wurde bis zu seiner Auflösung im Jahr 2015 aber durch neue Schulden immer wieder aufgestockt.

### Fonds „Deutsche Einheit“
Der Fonds Deutsche Einheit wurde 1990 zur Förderung von Investitionen in die ostdeutsche Infrastruktur geschaffen. Ursprünglich waren 115 Milliarden DM vorgesehen, bis 1994 wurde das Volumen auf 162 Milliarden DM erhöht. 60 % der Mittel erhielten die Bundesländer und 40 % die Kommunen. Die Finanzierung erfolgte durch den Bund (50 Milliarden DM), die alten Bundesländer (16 Milliarden DM) und durch Kreditaufnahme (95 Milliarden DM). Die Länder beteiligten sich durch einen Anteil an der Umsatzsteuer (2,5 Milliarden DM pro Jahr). Am 1. Januar 2005 wurde der Fonds aufgelöst, die Restschulden von 38,3 Milliarden Euro (75 Mrd. DM) wurden in die allgemeine Bundesschuld im Bundeshaushalt übernommen.

### Altlastensanierung
Die Kosten für die Sanierung ökologischer Altlasten der DDR teilten sich der Bund (60–75 Prozent) und die betroffenen neuen Länder (25–40 Prozent).
Unter anderem wurden saniert:
- Geländesanierung ehemaliger Uranerzabbaustätten (Wismut (Unternehmen)): 6,3 Milliarden Euro (bis Ende 2016) bzw. 8 Milliarden Euro (geplant bis 2040)[24]
- Braunkohletagebau: etwa 10,2 Milliarden Euro bis 2017[25]. Zuständig war hier als Nachfolgeorganisation der Treuhandanstalt die Lausitzer und Mitteldeutsche Bergbau-Verwaltungsgesellschaft
- Abbau der Kernkraftwerke Rheinsberg und Greifswald bis 2012: 3,2 Milliarden Euro[26]

## Finanzierung
Die Kosten der Wiedervereinigung wurden wie folgt finanziert:
- Steuererhöhungen
- Umlage über die Renten- und Sozialversicherung
- Neuverschuldung des Bundes
- Bundesländer und Gemeinden des früheren Bundesgebietes
- Zuweisungen der Europäischen Union

Nachdem der Koalitionsvertrag noch Steuererhöhungen ausgeschlossen hatte, erfolgte am 30. Januar 1991 die Ankündigung des Solidaritätszuschlages. Als Begründung wurden neben der Wiedervereinigung auch die finanziellen Beiträge für den Golfkrieg genannt. Der Solidaritätszuschlag ist ein Zuschlag zu Einkommensteuer, Kapitalertragsteuer und Körperschaftsteuer. Er wurde zunächst vom 1. Juli 1991 bis 30. Juni 1992 erhoben und 1995 wieder eingeführt. Weiterhin wurde ab 1. Januar 1993 die Mehrwertsteuer von 14 auf 15 % erhöht. Bis 1995 folgten zwei Erhöhungen der Mineralölsteuer sowie eine Erhöhung der Versicherungssteuer, Tabaksteuer und der Erdgassteuer.
Im Rahmen der Privatisierungen der Treuhand kam es zum Verlust von Arbeitsplätzen. Um die Zahl der Arbeitslosen gering zu halten, wurden 800.000 Menschen über 55 in den Vorruhestand geschickt und über zwei Millionen Menschen im zweiten Arbeitsmarkt (vor allem Arbeitsbeschaffungsmaßnahmen sowie Umschulung) untergebracht. Zur Finanzierung wurde am 1. April 1991 der Beitrag zur Arbeitslosenversicherung um 2,5 Prozentpunkte erhöht. In gleicher Art und Weise wurde die Angleichung der Renten im Bereich des Beitragsgebietes (West/Ost) durch die Rentenversicherung getragen. Insgesamt flossen von 1991 bis 1995 in der Arbeitslosen- und Rentenversicherung 37 Milliarden DM von den alten in die neuen Bundesländer. Für 2006 wurde ein Transfervolumen von 21 Milliarden Euro in der Rentenversicherung und 35 Mrd. Euro in der Sozialversicherung geschätzt. Die Finanzierung der Sozialtransfers über die Sozialversicherung bedeutet auch, dass Unternehmer, Vermögensbesitzer, Selbständige, Rentner, Pensionäre und Beamte zur Finanzierung der deutschen Einheit weniger beitrugen als sozialversicherungspflichtige Arbeitnehmer.
Ein Großteil der Kosten der deutschen Einheit wurde über eine höhere Neuverschuldung finanziert. Das Haushaltsdefizit stieg von 28 Milliarden DM im Jahr 1989 über 120 Milliarden DM im Jahr 1990 auf 154 Milliarden DM im Jahr 1993. Die Kreditaufnahme erfolgte dabei überwiegend in Nebenhaushalten (Fonds „Deutsche Einheit“, Treuhandanstalt, ERP-Sondervermögen, Bundesbahn, Bundespost). Die Gesamtverschuldung stieg 1990 von 1,2 Billionen DM auf 1,8 Billionen DM im Jahr 1993 und 2 Billionen DM im Jahr 1995. Ein Teil der Schulden aus dem Sondervermögen (insbesondere die Schulden der Treuhand) wurde 1995 in den Erblastentilgungsfonds eingebracht.
Die Bundesländer beteiligten sich direkt am Solidarpakt. Weiterhin verminderte der Bund im Zuge der deutschen Einheit die Zuweisungen an die Gemeinden und Länder des früheren Bundesgebietes. Die Europäische Union stellte je zwei Milliarden DM von 1991 bis 1993 speziell für die neuen Bundesländer zur Verfügung. Darüber hinaus qualifizierten sich die neuen Bundesländer auch für die normalen EU-Förderprogramme.

## Einigungsbedingte Kostenreduktionen

### Wegfall der Kosten der Teilungsfolgen
Mit der deutschen Einheit entfiel die Notwendigkeit für die Zonenrandförderung, die Berlinförderung (einschließlich Berlinzulage) sowie das Begrüßungsgeld (1988: 280 Millionen DM, 1989: 2–4 Milliarden DM) im Bereich der alten Bundesländer. Außerdem waren die Notaufnahmelager in Gießen, Uelzen und Marienfelde sowie entsprechende Eingliederungsleistungen (Flüchtlingsbeihilfen, Lastenausgleich für zurückgelassenes Eigentum) für Übersiedler nicht länger notwendig.
Zahlungen aus der Bundesrepublik Deutschland trugen auf Grundlage von Ostverträgen wesentlich zur Devisenerwirtschaftung der DDR bei. Diese beinhalteten unter anderem den Freikauf politischer Gefangener (3 Milliarden DM bis 1989), eine Transitpauschale (524 Millionen DM für das Jahr 1989) sowie zinslose Darlehen für den innerdeutschen Handel.

### Friedensdividende
Aufgrund des Ende des Kalten Krieges kann eine Friedensdividende durch Abrüstung und Senkung der Rüstungs- und Verteidigungsausgaben sowie der Aufwendungen für die Aufrechterhaltung der innerdeutschen Grenze angenommen werden. In den 1970er Jahren betrug die Personalstärke der Armee der DDR 170.000 Mann und die der Bundeswehr 495.000 Mann. Ende 2015 hat die Bundeswehr im wiedervereinigten Deutschland eine Personalstärke von 178.000 Mann. Entsprechend sanken die Ausgaben des Bundesverteidigungsministeriums am gesamten Staatshaushalt von 20 % in der damaligen Bundesrepublik auf 10 %. Ausgaben für die im Westen stationierten NATO-Truppen verringerten sich; die Kosten für Staatssicherheit, Grenztruppen und NVA entfielen.

## Wiedervereinigungsstrategie in Korea
Die Kosten der deutschen Einheit spielen eine Rolle in der Diskussion einer Wiedervereinigungsstrategie von Süd- und Nordkorea. Die Rand Corporation, eine amerikanische Denkfabrik, schrieb 1999: „In der Tat hat die Wirkung der Wiedervereinigung in Deutschland auf die Wirtschaftsleistung des dann wiedervereinigten Landes – teilweise aufgrund der ernsthaft unterschätzten Kostenbürde durch die deutsche Wiedervereinigung – den Enthusiasmus in Südkorea sowie den USA merklich verringert, den Fokus auf eine koreanische Wiedervereinigung zu legen, selbst vor der Wirtschaftskrise 1997.“ Aufgrund der deutschen Erfahrungen und des großen wirtschaftlichen Gefälles wird eine schrittweise Wiedervereinigung favorisiert.

## Resümee
Die Kosten der deutschen Einheit sind deutlich höher als erwartet gewesen.
Die Kosten betragen etwa 0,95 bis 2,00 Billionen Euro. Schätzungen für einzelne Jahre sind in der folgenden Tabelle aufgeführt: Ein großer Teil dieser Kosten wurde durch Sozialtransfers verursacht. Die eigentlichen Investitions- und Aufbaukosten liegen bei etwa 300 Milliarden Euro. Durch die verbesserte Wirtschaftsstruktur, d. h. die Erfolge des Aufbaus, sinken die Transfers jährlich.
| Zeitraum      | Schätzung der Kosten (in Mrd. Euro) | Quelle                                         | Einzelnachweis |
| ------------- | ----------------------------------- | ---------------------------------------------- | -------------- |
| 1991 bis 1995 | 607 bis 888                         | Bundesbank, IWH, IFW, IWK, Sachverständigenrat | [ 3 ]          |
| 1991 bis 1999 | 600                                 | Unbekannt                                      | [ 32 ]         |
| 1991 bis 1998 | 600 bis 750                         | Wirtschaftsforschungsinstitute                 | [ 31 ]         |
| 1991 bis 2003 | 950                                 | IWH (Halle)                                    | [ 7 ]          |
| 1990 bis 2004 | 1.100 bis 1.200                     | FU Berlin                                      | [ 8 ]          |
| 1990 bis 2009 | 1.600                               | FU Berlin                                      | [ 34 ]         |
| 1990 bis 2010 | 1.300                               | IWH (Halle)                                    | [ 35 ]         |
| 1991 bis 2010 | 1.500                               | DIW                                            | [ 36 ]         |
| 1990 bis 2014 | 2.000                               | FU Berlin                                      | [ 36 ]         |